# Maresciallo della Repubblica Democratica Tedesca
Maresciallo della Repubblica Democratica Tedesca (tedesco: Marschall der Deutschen Demokratischen Republik), era il grado più alto nell'Esercito della Nationale Volksarmee dell'ex Repubblica Democratica Tedesca. Il grado non è stato mai conferito ed è stato abolito nel novembre 1989. Fino al 1982 il grado più alto era stato Armeegeneral.

## Storia
Il grado di Marschall der DDR venne istituito dal Consiglio di Stato della Repubblica Democratica Tedesca ad imitazione del grado di maresciallo dell'Unione Sovietica. ma che non venne mai assegnato ad alcun ufficiale generale fino alla sua abolizione, nel novembre 1989. Fino al 1982 il grado più alto era stato Armeegeneral.
Sul modello dei gradi dell'Armata rossa, nei paesi del patto di Varsavia si trovava il seguente sistema: maggior generale – tenente generale – colonnello generale – generale d'Armata – maresciallo.
Alcuni ritengono che questo grado sarebbe stato concesso solo in tempo di guerra e e venne istituito a seguito di cambiamenti nella pianificazione militare del Patto di Varsavia. In caso di guerra, un Maresciallo della Repubblica Democratica Tedesca avrebbe assunto il comando di una forza operativa che avrebbe compreso tutte le forze della Germania dell'Est, comprese Volkspolizei e Stasi. Prima di questo cambiamento tutte le forze della Germania dell'Est erano sotto il controllo diretto del comando militare sovietico.
Nel novembre 1989, il Ministro della Difesa nazionale ad interim, ammiraglio Theodor Hoffmann, abolì questo grado.

## Distintivi di grado
Sono stati presi in considerazione diversi modelli per la controspallina si Maresciallo. Il progetto finale era una spallina lunga 118 mm e larga 48 mm composta da un cordone intrecciato d'oro e d'argento su materiale di stoffa rossa su cui era posizionata una stella dorata a cinque punte con un rubino rosso al centro. Secondo Klaus Wather in "Uniformeffekten der bewaffneten Organe der DDR Band II", furono realizzate 12 paia di queste spalline.
Vennero anche realizzati i disegni di una "stella di maresciallo" in stile sovietico da indossare su un nastro rosso al collo, ma non venne mai prodotta.
Erano previste anche le insegne del grado di maresciallo per la nuova uniforme da campo. Si trattava di uno stemma rettangolare di stoffa colore grigio pietra di 90 x 60 mm da applicare sulla manica superiore dell'uniforme. Su questo distintivo era tessuta una grande stella color oro a cinque punte con un cerchio rosso al centro, sopra una barra orizzontale lunga 20 mm dorata. Il basco presentava uno stemma ovale 50 × 30 mm con lo stesso disegno dell'insegna sulla manica.

### Immagini distintivi di grado

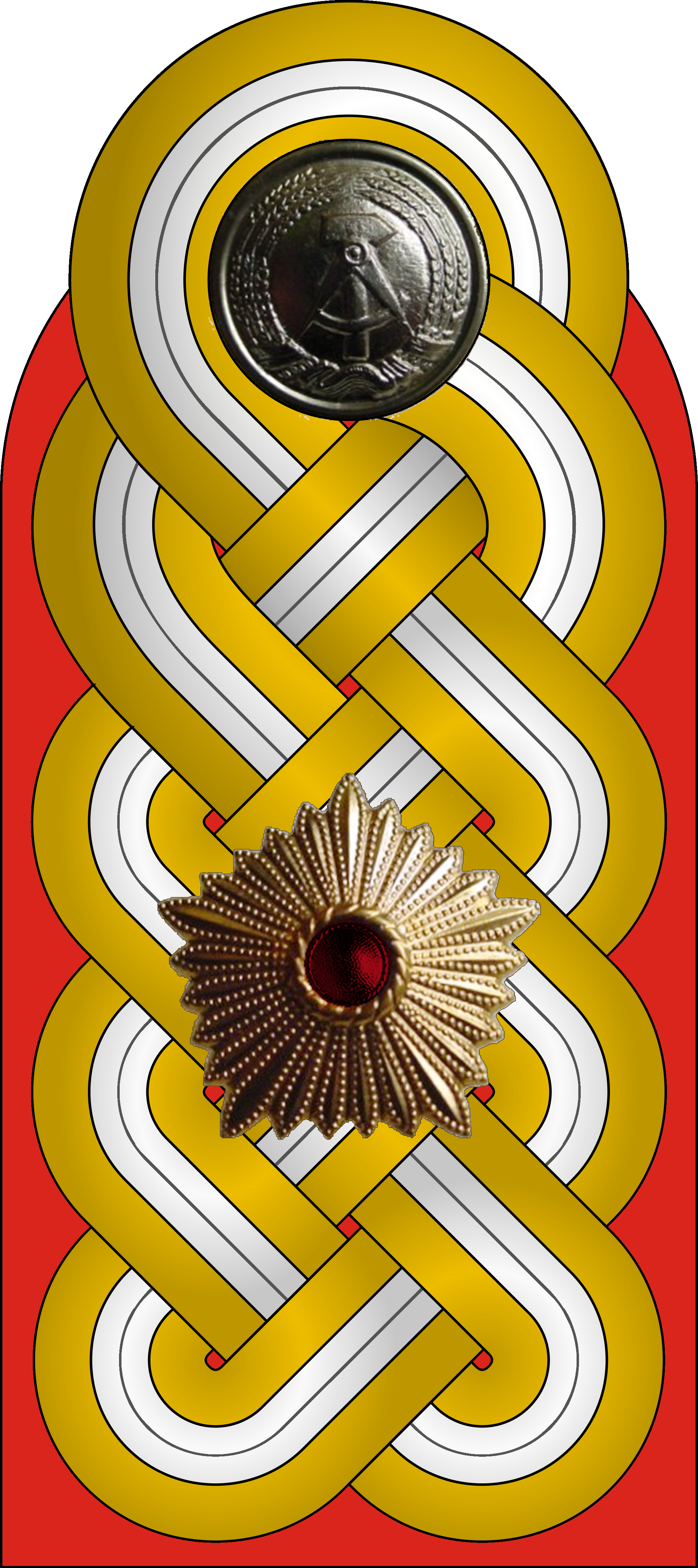
controspallina
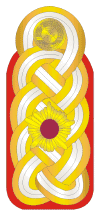
controspallina (variante)
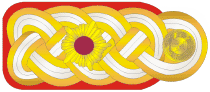
controspallina (variante)
mostrina da colletto
Paramano